# Уитхэмстед, Джон
Джон Уитхэмстед, или Джон Босток (англ. John Whethamstede, или Wheathampstead, или John Bostock, лат. Johannes Whethamstede; около 1392 — 20 января 1465) — английский учёный-гуманист, историк и богослов, монах-бенедиктинец, настоятель аббатства Святого Альбана в Сент-Олбансе (Хартфордшир).

## Биография
Родился около 1392 года в Уитхэмстеде в графстве Хартфордшир в семье Хью и Маргарет Босток. По материнской линии приходился племянником Джону Уитхэмстеду, возглавлявшему в 1401 году приорат аббатства Святого Альбана в Тайнмуте. 
Получил начальное образование в школе при аббатстве Св. Альбана в Сент-Олбансе. В возрасте 16 лет принял постриг в этой обители; в 1414—1417 годах изучал теологию в Глостерском колледже бенедиктинцев Оксфордского университета. В 1420 году избран был аббатом монастыря Св. Альбана. 
В 1423 году принимал участие в церковном соборе, открывшемся в Павии, а затем переместившемся в Сиену, где, в частности, защищал имущество аббатства от притязаний епископа Линкольна Ричарда Флеминга. Во время пребывания в Сиене отлучался в Рим, где сумел добиться привилегий от папы  Мартина V. В 1426 году провёл в Сент-Олбансе поместный собор, на котором осудил еретиков.
Будучи энергичным и деятельным настоятелем, сделал немало для приращения богатств и земельных владений обители, выиграв ряд судебных исков, в том числе против архиепископа Кентерберийского Генри Чичела и епископа Нориджа Уильяма Алнвика. Отремонтировал несколько монастырских строений, пострадавших в начале Войны Алой и Белой розы, отстроил здание Глостерского колледжа в Оксфорде.
В 1428 году принимал в аббатстве многих представителей английской знати, в частности, юного короля Генриха VI с матерью Екатериной Валуа, Джоанну, вдову Генриха IV, а также Ричарда де Бошана графа Уорика и Джона Ланкастерского герцога Бедфорда с супругами. В 1431 году избран был представителем на церковном соборе в Базеле, но побывал ли на нём в действительности, неизвестно. 
В 1440 году оставил свой пост из-за слабого здоровья, занявшись научными и литературными трудами, сблизившись с покровителем монастыря герцогом Хэмфри Глостерским, младшим братом короля Генриха V, которому помог в составлении обширной библиотеки. Вероятно, по его инициативе управляющий аббатством Ричард Фокс (ум. 1448) продолжил анонимную историческую хронику «Брут», дополнив её рядом важных сведений о событиях истории Англии конца XIV — первой половины XV века.
17 января 1451 года, после смерти своего преемника Джона Стока, сделался аббатом своей обители во второй раз. После первой битвы при Сент-Олбансе 22 мая 1455 года получил разрешение от герцога Ричарда Йоркского похоронить Эдмунда Бофорта, герцога Сомерсета, Генри Перси, графа Нортумберленда, и Томаса, лорда Клиффорда. 
После поражения йоркистов во второй битве при Сент-Олбансе 17 февраля 1461 года, нанёсшей сильный ущерб монастырской собственности, временно удалился на родину в Уитхэмстед, обратившись с прошением к королю Эдуарду IV, который даровал ему грамоту с новыми привилегиями.
Умер 20 января 1465 года, его гробницу до сих пор можно видеть в монастырском соборе.

## Сочинения
Является автором нескольких дошедших до нас сочинений, написанных на латыни, из числа которых для историков наибольшую ценность представляет «Житница знаменитых мужей» (лат. Granarium de viris illustribus) — первое произведение гуманистической литературы, написанное англичанином, сохранившееся в двух частях, рукописи которых находятся ныне в собрании Коттона Британской библиотеки (Nero MS C vi; Tiberius MS D v).
Название для этого четырёхтомного труда, представляющего собой своеобразную энциклопедию, в которой в алфавитном порядке располагаются «зёрна» различных знаний, преимущественно исторического и литературного характера, было выбрано в соответствии с латинской формой родовой фамилии Уитхэмстеда «Босток» (англ. Bostock) — Frumentarius (лат. De loco frumenti), которая переводится как «хлебозаготовщик» (рим. фрументарий).  
При работе над этим сочинением эрудированный Уитхэмстед использовал труды многих античных классиков, включая Гомера, Платона, Аристотеля, Ксенофонта, Петрония, Квинтилиана, Марциала, Кальпурния, Плутарха и Лактанция. Помимо них, источниками для него послужили исторические сочинения Уильяма Мальмсберийского, Гальфрида Монмутского, Матвея Парижского, а также «Великое Зерцало» Винсента из Бове.
В четвёртом томе «Гранариума» Уитхэмстеда, носящем название «Знаменитые мужи» (лат. De viris illustribus), присутствуют элементы исторической критики. В частности, в нём подвергается обоснованному сомнению популярная у средневековых английских историографов и хронистов теория происхождения английских королей от Брута Троянского, а содержащая её «История королей Британии» Гальфрида рассматривается как преимущественно литературное, а не историческое произведение.
Перу Уитхэмстеда принадлежат также два монастырских регистра, один из которых охватывает события 1420—1440, другой — 1451—1461 годов, преимущественно происходившие в Сент-Олбансе или вокруг него. При составлении их он пользовался хрониками Томаса Уолсингема и Ричарда Фокса, а также «Анналами монастыря Святого Альбана Джона Амундшема» (лат. Annales monasterii S. Albani of John Amundesham), в работе над которыми предположительно участвовал сам. Сообщения во втором из регистров доведены были аббатом, вероятно, лишь до 1458 года, после чего он оставил свою работу из-за болезни и старости, поручив её анонимному продолжателю. По мнению британского историка-медиевиста Антонии Грансден, регистры Уитхэмстеда, заключающие в себе немало его собственных посланий, подлинных актов и деловой переписки, по сути, представляют собой гибрид архивной документации и литературного сочинения.  
Двухтомные публикации анналов Сент-Олбанса Джона Амундшема и «Хроник, или регистров Джона Уитхэмстеда» (лат. Whethamstede’s Chronicle, or the Registrum abbatiae Johannis Whethamstede) были выпущены в 1870—1871 и 1872—1873 годах в Лондоне в «Rolls Series» под редакцией переводчика и антиквария Генри Томасом Райли.
Из других трудов Уитхэмстеда представляет интерес «Собрание поэтов» (лат. Palearium poetarum), содержащее в себе свод тогдашних поэтических и мифографических знаний и сохранившееся в рукописи MS 26764 из Британской библиотеки. Также Уитхэмстед является автором Super Polycraticum et super Epistolas Petri Blesensis и Super Valerium in Augustinum de Anchona — комментарии к посланиям французского богослова XII века Пьера де Блуа и трудам итальянского богослова XIII века Августина из Анконы.
Антикварий XVI века Джон Лиланд приписывал ему также такие сочинения, как «Описание Святой земли» (лат. De situ Terra Sanctae), Propinarium, «Житница поэтов» (лат. Pabularium Poetarum) и «Молитвослов» (лат. Proverbiarium).

## Интересные факты
- В сентябре 2020 года учёные-антропологи из исследовательской лаборатории Face Lab при Ливерпульском университете имени Джона Мурса под руководством профессора Кэролайн Уилкинсон смогли воссоздать лицо Джона Уитхэмстеда, используя компьютерную томографию его черепа, найденного в 2017 году при раскопках захоронений в Сент-Олбансе. При этом ряд журналистов усмотрели во внешнем облике аббата сходство с известным британским футболистом Уэйном Руни[16].